# 두타 (승려)
두타(1962년 ~ )는 SBS의 긴급출동 SOS 24(2007년 10월 2일 방송분)에 방영되었던 대한민국의 승려이다. 기독교인이 스님의 머리에 손을 얹고 있는 사진으로 더욱 유명해졌다.

## 긴급출동 SOS 24 방영 이전
두타 스님은 1997년 강원도 동해시에 있는 사찰인 삼화사에서 자신의 은사였던 원명 스님을 따라 출가했다. 그러나 나만 이롭자고 살았던 과거의 수많은 시간과 죄업들이 번뇌·망상이 되어 떠나지 않아 두타 스님은 예전부터 하고 싶었던 독거노인 돕기 사업을 결행한 것이다.
2005년 8월에 부산광역시 동래구 사직동 금정시장 인근의 3층 지하건물에서 민들레밥집(현 세상을 향기롭게)이라는 식당을 개업하고 독거노인과 장애인들에게 식사를 봉양하고 있다. 2006년 2월 동래구 칠산동에 지점도 개설했다. 처음에는 가짜로 오해받아 경찰서에 끌려가고, 시주도 제대로 못 받는 등 어려움이 많았다. 스님은 날마다 민들레밥집에서 식사 준비를 끝내면 그 식당의 자원봉사자들에게 배식을 맡기고 자신은 롯데백화점 서면점과 부산 도시철도 1호선, 2호선의 서면역을 연결하는 지하통로에서 탁발을 했다. 또 2007년 7월 25일에는 그 유명한 기독교인이 스님의 머리에 손을 얹고 있는 사진이 공개되었는데 사진 속의 스님이 두타스님이다.

## 실체
긴급출동 SOS 24 방영 후 시청자는 놀라울 수밖에 없었다. 두타 스님은 사실 정식 스님도 아니었던 것이다. 스님이 되기 위한 예비과정조차도 그만둔 사이비 스님이다. 사실 무료 급식소를 운영하기 위해 탁발을 해서 얻은 모금액도 대부분 개인적인 용도로 썼다. 가발을 쓰고 나이트클럽을 드나들며 유흥을 즐겼고 모금액과 기부금을 자신의 유흥비로 썼다. 그에게는 2004년부터 같이 생활해 온 동거녀도 있었는데, 동거녀를 식칼로 위협하고 멍이 들도록 폭행했다. 또 이를 말리는 동료 스님까지도 폭행했다. 칼을 던지거나 욕설을 한 부분은 인정했으나, 민들레 밥집을 운영하기 위해서는 어쩔 수 없었다고 했다. 그리고 칼을 던지는 행위에 대해 “원래 그렇게 논다”라고 말하는 등 상식적으로 전혀 납득이 되지 않는 발언을 했다. 방송 이후에도 방송 내용에 대해 법적 대응을 할 생각이 없음을 내비쳤다.
한편 스님의 머리에 손을 얹은 기독교인의 실체는 2007년 10월 13일 그것이 알고싶다에서 드러났다. 이 기독교인은 개신교 신자로 부산 도시철도에서는 유명한 사람이었던 것이다. 하지만 광신도이기 때문에 가족과의 인연도 끊어진 사람이었다. 머리에 손을 얹은 이유에 대해서는 두타 스님이 깡패를 동원해 자신에게 공격을 가했기 때문에 악령이 떠나는 기도를 했다고 한다. 그리고 대한민국 불교의 주요 종단은 탁발을 금지하고 있다. 그리고 길거리 시주도 원천적으로 금지하고 있다.

## 사건 이후
두타스님이 설립한 민들레밥집은 후에 민들레자비원으로 바뀌었고 또 그 후에는 세상을 향기롭게라는 상호명으로 바뀌었다.